# ديادورا
ديادورا (بالإنجليزية: Diadora)‏ هي شركة إيطالية المصنعة للملابس الرياضية الرياضية والأزياء والإكسسوارات للاعبي كرة القدم إيطاليا والتنس والجري وركوب الدراجات، و الرغبي، و الأحذية في إيطاليا، و الولايات المتحدة، وهونغ كونغ و باقي دول العالم.

## التاريخ
تأسست ديادورا في عام 1948 على يد مارسيلو دانييلي، الذي بدأ العمل في هذه التجارة لأول مرة عندما كان صبيًا صغيرًا. أطلق على شركته اسم "ديادورا"، وهو الاسم الذي اقترحه أحد الأصدقاء. تأتي الكلمة من الاسم الذي أطلقه اليونانيون البيزنطيون على مدينة زادار الدلماسية. كانت تسمى في الأصل "دي لاديرا" أو "من زادار"، وتم نسخها وترجمتها عن طريق الخطأ من الدلماسية إلى اللاتينية، لتصبح "ديادورا". تمكن دانييلي، بمساعدة زوجته، من إطلاق منتجه الأول بنجاح، أحذية تسلق الجبال.
شهد منتصف السبعينيات أيضًا دخول ديادورا فئة كرة القدم، بمساعدة روبيرتو بيتيغا، الذي قدم معلومات استشارية. كما دخلت الشركة إلي سوق التنس بتوقيع إتفاق مع بيورن بورغ.
أصبح ماركو فان باستن مهاجم ميلان وجه الشركة في أواخر الثمانينيات، وأطلق حذاء كرة القدم الخاص به، سان سيرو فان باستن. ومن بين لاعبي كرة القدم البارزين الآخرين تحت رعاية ديادورا جورج ويا وروبرتو باجيو وجوزيبي سينيوري وفرانشيسكو توتي وروي كين وأنطونيو كاسانو. بين عامي 1997 و 2000، كانت ديادورا هي المورد الرسمي لنادي روما.

## وصلات خارجية
- الموقع الرسمي
- Diadora Soccer (USA)